# Lothlórien

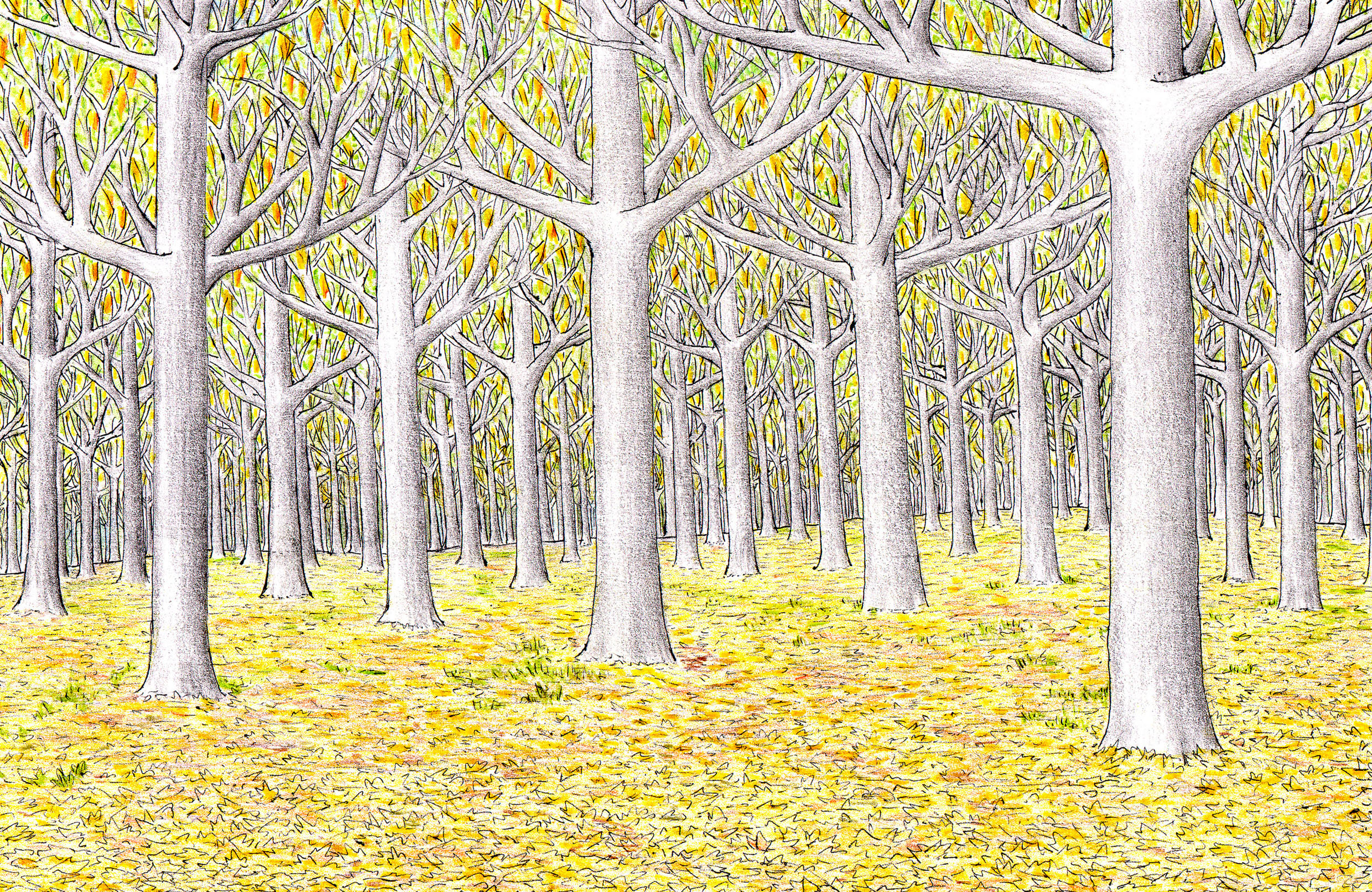
Lothlórien

Lothlórien is een fictief gebied uit In de Ban van de Ring, een werk van J.R.R. Tolkien.
Lothlórien is een naam samengesteld uit Sindarijns en Quenya en betekent "bloem uit een droom". Andere namen voor het woud zijn Lindórinand, Lórinand, Laurelindórenan en Lórien.
In het naburige Rohan werd Lothlórien Dwimordene genoemd. In de taal van de Mark betekent dwimor geest, een woord dat ook gebruikt wordt bij de Dwimorberg aan het begin van de Paden der Doden. In het Westron werd het gebied meestal aangeduid als het Gouden Woud.
De meeste elfen woonden in de stad Caras Galadhon en het gebied ligt ingeklemd tussen de rivieren Zilverlei en Anduin. Er groeien vele Mallornbomen, die ook groeien op Tol Eressëa in Aman en waarvan wordt aangenomen dat ze verwant zijn aan Laurelin, een van de Twee Bomen van Valinor.

## Amdír en Amroth
Van oorsprong werd Lothlórien bevolkt door boselfen, de Nandor of Galadhrim, die nooit de overtocht naar Valinor hadden gemaakt. Na de val van Beleriand vestigden zich ook Sindar bij hen. Onder hen was Amdír, die als koning werd aangenomen door de Galadhrim. Nadat hij sneuvelde in Oorlog van het Laatste Bondgenootschap werd hij opgevolgd door zijn zoon Amroth.

## Galadriel en Celeborn
Tijdens de Tweede Era arriveerden Galadriel en Celeborn in het woud. Zij waren gekomen uit Ost-in-Edhil in het oosten en bekleedden na de dood van Amroth in 1981 van de Derde Era de positie van heer en vrouwe van de Galadhrim. Dankzij de ring, die Galadriel droeg, Nenya, werd Lórien beschermd voor de gevaren van buitenaf, de kwade macht van Dol Guldur in het bijzonder.
In 3019, tijdens de Oorlog om de Ring werd Lórien drie keer aangevallen door troepen van Sauron, die de rivier de Anduin overstaken. Ondanks een grote vernieling, werden de vijanden drie maal afgeweerd. Na de laatste slag ging Lórien in de tegenaanval. Dol Guldur werd ingenomen, en Galadriel zuiverde het van alle kwade invloeden en vervuiling.
Na de val van Sauron in 3019 van de Derde Era vertrok Galadriel in 3021 uiteindelijk over de zee naar Valinor, en velen van de Galadhrim trokken weg, inclusief Celeborn, die in Imladris ging wonen bij zijn kleinkinderen Elladan en Elrohir.